# Alternate reality game
Alternate reality game (ARG) is een Engelse term voor een mediafenomeen dat ontstond in de Verenigde Staten rond het jaar 2000. ARG's breiden het fictieve universum van een mediaproduct (televisieserie, boek, film) uit naar andere, meestal elektronische media, en diepen de verhaallijnen en personages verder uit. 
Jane McGonigal definieert het als een interactief drama dat zich zowel online als in de reële wereld afspeelt gedurende enkele weken of maanden. Hierbij gaan enkele tot vele duizenden spelers samen online, vormen een sociaal netwerk en werken samen aan een mysterie of probleem dat onmogelijk alleen op te lossen is.